# The Way of All Flesh
The Way of All Flesh (bra: Tentação da Carne) é um filme de 1927 dirigido por Victor Fleming, escrito por Lajos Biró, Jules Furthman e Julian Johnson a partir de um conto de Perley Poore Sheehan. Atualmente é considerado um filme perdido.
Em 1940 foi feito um remake estrelado por Akim Tamiroff e dirigido por Louis King.